# Président de la Junte d'Andalousie
Le président de la Junte d'Andalousie (en espagnol : Presidente de la Junta de Andalucía) est le chef de gouvernement de la communauté autonome d'Andalousie.
Le titulaire de ce poste est le conservateur Juan Manuel Moreno depuis le 18 janvier 2019.

## Élection
L'alinéa 1er de l'article 152 de la Constitution espagnole de 1978 dispose que « l’organisation institutionnelle autonome se fondera sur [...] un président, élu par l’assemblée parmi ses membres et nommé par le roi ». L'alinéa 1er de l'article 118 du statut d'autonomie prévoit ainsi que « le président de la Junte sera élu parmi ses membres par le Parlement ».

### Procédure parlementaire
Après avoir consulté les représentants des différents groupes parlementaires, le président du Parlement d'Andalousie propose un candidat à la présidence de la Junte. Cette proposition doit intervenir dans les quinze jours qui suivent la constitution de la législature en cours ou la fin des fonctions du président sortant.
Au cours d'une session convoquée spécialement à cet effet, le nom du candidat est formellement annoncé aux députés par un secrétaire du bureau, puis le candidat expose le programme du gouvernement qu'il entend former, sans limite de temps. À l'issue de cette présentation, la session est suspendue jusqu'au lendemain. À la reprise, chaque groupe parlementaire peut solliciter la parole pour son représentant, qui s'exprime pendant une durée qui ne peut dépasser trente minutes. Le candidat doit répondre à chaque intervenant, et peut le faire à n'importe quel moment du débat. Les représentants des groupes disposent ensuite d'un droit de réplique de dix minutes.
À l'issue du débat, le président du Parlement soumet le nom du candidat au vote de confiance des députés. Celui-ci est proclamé investi s'il remporte un nombre de voix équivalent à la majorité absolue des députés, soit 55 puisque le Parlement d'Andalousie compte 109 sièges. En cas d'échec, un second tour est convoqué 48 heures plus tard, au cours duquel la majorité simple est suffisante. S'il échoue de nouveau, la procédure recommence.
Dans le cas où aucun candidat n'obtient l'investiture des parlementaires au plus tard deux mois après le tout premier vote d'investiture, le Parlement sera automatiquement dissous et le président de la Junte en affaires courantes convoquera de nouvelles élections.

### Nomination et entrée en fonction
Si un candidat remporte la confiance du Parlement, le président du Parlement en informe le roi. Celui-ci procède alors à la nomination du président de la Junte, qui doit être publiée au Bulletin officiel de l'État (BOE) et au Bulletin officiel de la Junte d'Andalousie (BOJA). La prise de fonction du président élu doit intervenir dans les cinq jours suivant la publication au BOJA.

## Fonctions
Conformément aux dispositions de l'article 117 du statut d'autonomie, « le président dirige et coordonne l'activité du conseil de gouvernement, coordonne l'administration de la communauté autonome, nomme et relève de leurs fonctions les conseillers, et exerce la représentation suprême de la communauté autonome et la représentation ordinaire de l'État en Andalousie ».

### Représentant suprême d'Andalousie
Il revient au président de la Junte d'exercer les fonctions suivantes : 
- la représentation dans les relations avec les autres institutions de l'État, et dans le cadre international le cas échéant ;
- la signature des conventions et accords de coopération éventuellement souscrits par l'Andalousie.

### Représentant de l'État
Le président de la Junte promulgue les lois d'Andalousie au nom du roi et ordonne leur publication au BOJA et au BOE, et ordonne la publication au BOJA de la nomination du président de tribunal supérieur de justice d'Andalousie.

### Chef du gouvernement
Le président de la Junte est responsable : 
- d'établir les lignes directrices générales de l'action gouvernementale et d'assurer la continuité de celle-ci ;
- de coordonner le programme législatif du conseil de gouvernement ainsi que l'élaboration des dispositions à caractère général ;
- de coordonner l'action extérieure du gouvernement ;
- de transmettre au Parlement les informations qu'il requiert ;
- de nommer et relever de leurs fonctions les vice-présidents et conseillers ;
- de convoquer les réunions et établir l'ordre du jour des réunions du conseil de gouvernement et ses commissions déléguées ;
- de présider, suspendre et lever les sessions, ainsi que diriger les débats, du conseil de gouvernement et ses commissions déléguées ;
- de prendre les décrets qui créent, modifient la dénomination, les compétences ou l'ordre protocolaire, ou suppriment les départements exécutifs (Consejerías) ;
- de coordonner les départements et résoudre les conflits de compétences entre eux ;
- de confier la direction par intérim d'un département à un autre conseiller en cas d'absence, maladie ou empêchement de son titulaire ;
- d'instaurer les règles nécessaires au bon fonctionnement du conseil de gouvernement et à la bonne préparation des décisions de celui-ci ;
- de signer et faire publier les décrets pris en conseil de gouvernement ;
- d'assurer la mise en œuvre des décisions collégiales du gouvernement.

### Relations avec le Parlement
Le président de la Junte convoque les élections au Parlement d'Andalousie ainsi que sa session constitutive, peut le dissoudre, lui poser la question de confiance et lui demander de se réunir en session extraordinaire.

## Avantages matériels
Le président de la Junte a droit : 
- à la préséance sur toute autre autorité de la communauté autonome, ainsi qu'à celle que le droit de l'État lui octroie ;
- aux honneurs dus à son rang ;
- d'utiliser le drapeau de l'Andalousie comme étendard ;
- de percevoir l'indemnité établie par la loi de finances ;
- d'occuper la résidence personnelle qui lui est attribuée ;
- de recevoir le prédicat honorifique d'excellence (Excelentísimo Señor), y compris après la fin de son mandat[14].

En 2021, son indemnité annuelle est fixée à 69 243,84 €, distribuée en douze mensualités.
Il ne bénéficie d'aucune résidence officielle, et dispose d'un bureau de travail au palais de San Telmo, à Séville,. Entre 1992 et 1994, le président Manuel Chaves résidait de manière officielle à la Casa Sundheim (en français : « maison Sundheim ») mais il a été contraint d'y renoncer sous la pression des députés de l'opposition.
Il est pénalement responsable de ses actes devant la chambre pénale du Tribunal suprême. Sa responsabilité civile peut être engagée devant cette même juridiction, uniquement pour les actes relevant de l'exercice de ses fonctions.

## Fin de mandat
Le mandat du président de la Junte prend fin en cas de tenue des élections au Parlement d'Andalousie, d'adoption d'une motion de censure, de rejet d'une question de confiance, de démission, d'incapacité physique ou mentale permanente incompatible avec l'exercice de sa charge déclarée à l'unanimité par le conseil de gouvernement et confirmée à la majorité absolue par le Parlement, de décès, de perte de son mandat parlementaire, de condamnation pénale définitive emportant interdiction d'exercice d'une fonction publique, de verdict judiciaire entraînant son incapacité juridique, ou d'incompatibilité au sens de la loi 3/2005 relative aux incompatibilités des hauts fonctionnaires de la Junte d'Andalousie.

### Motion de censure
La motion de censure est l'outil dont dispose le Parlement pour mettre en jeu la responsabilité politique du conseil de gouvernement. Elle doit être souscrite par au moins 25 % des députés et proposer un candidat à la présidence de la Junte.
Elle ne peut être votée moins de cinq jours après son dépôt et son adoption requiert la majorité absolue. En cas d'échec, les signataires ne peuvent en déposer de nouvelle avant la fin de la session parlementaire en cours. En cas de succès, le président doit présenter sa démission au Parlement et le candidat proposé par la motion sera considéré investi de la confiance des députés. Il sera alors nommé président de la Junte d'Andalousie par le roi.

## Titulaires
Depuis la mise en œuvre du régime de pré-autonomie en 1978, la Junte d'Andalousie a connu sept présidents, dont six appartenant au Parti socialiste ouvrier espagnol (PSOE). Susana Díaz a été la première et seule femme à occuper cette fonction, tandis que Juan Manuel Moreno est le premier non-socialiste à l'exercer. Au mois d'avril 2009, le vice-président Gaspar Zarrías assume pendant seize jours la gestion des affaires courantes, entre la démission de Manuel Chaves et la prise de fonction de José Antonio Griñán.